# مهاجران ابوالحسن
مهاجران ابوالحسن روستایی در دهستان پل دوآب بخش زالیان شهرستان شازند استان مرکزی ایران است.

## جمعیت
بر پایه سرشماری عمومی نفوس و مسکن در سال ۱۳۹۵ این روستا بدون جمعیت بوده‌است.